# Gábor Andreánszky (homme politique)
Dans le nom hongrois Andreánszky Gábor, le nom de famille précède le prénom, mais cet article utilise l’ordre habituel en français Gábor Andreánszky, où le prénom précède le nom.
Gábor Andreánszky, baron de Liptószentandrás, né le 23 juin 1848 à Vienne et mort le 19 mai 1908 à Alsópetény (Autriche-Hongrie), est un homme politique hongrois, père du botaniste Gábor Andreánszky.

## Biographie
Fils de Sándor Andreánszky, membre de la Hofkammer hongroise à Vienne, il finit ses études à Pozsony (Bratislava) et Nagyvárad (Oradea). Il s'engage en politique dès son jeune âge et joue un rôle actif dans les élections de 1865.
En 1875, l'empereur François-Joseph Ier d'Autriche lui octroie le titre de baron de Liptószentandrás. La même année, il est nommé à la Chambre des magnats, la chambre haute du parlement de Hongrie. Il y défend des positions antisémites, notamment en 1883, lorsqu'il prononce un discours contre la loi permettant les mariages entre chrétiens et juifs. Il adhère au parti national antisémite de Győző Istóczy et se fait élire à la chambre des députés lors des élections de 1884.
Il devient coprésident de son groupe avec Géza Ónody, ce dernier défendant l'indépendance de la Hongrie tandis qu'Andreánszky représente le courant favorable au maintien au sein de l'Autriche-Hongrie. Il est réélu en 1887 pour un parti d'opposition modéré, puis à nouveau en 1892.